# International Team
La International Team (IT) fu un editore di giochi italiano.

## Storia
Fondata alla fine degli anni settanta da Nicola di Tella e Massimo Petrini, inizialmente si occupò di puzzle, ma con l'arrivo di Marco Alberto Donadoni si iniziarono a pubblicare wargame e giochi da tavolo. Per poter essere facilmente esportati i giochi venivano in genere pubblicati con regolamenti oltre che in italiano anche in altre lingue (generalmente francese, tedesco e inglese). La ditta chiuse nel 1987.
Fu tra i primi e più famosi editori di wargame italiano: nello stesso anno in cui cominciò a pubblicare i primi giochi, in Italia è apparso il wargame su mappa esagonale Corteo (ideato dal C.UnS.A., Collettivo Un Sacco Alternativo poi divenuto Cooperativa, e pubblicato da I Libri del No). Nonostante alcuni dei giochi prodotti dalla International Team fossero piuttosto sbilanciati e/o con alcune regole per certi "esperti" inverosimili, alcuni di questi (come VII Legio o Zargo's Lords) sono rimasti nel cuore degli appassionati.
Oltre a pubblicare dei wargame standard la IT ha cercato spesso soluzioni originali, come l'uso di mappa mista quadrati/ottagoni anziché divisa ad esagoni per i wargame napoleonici (Austerlitz, Waterloo, Jena) o la pubblicazione dell'ibrido gioco di ruolo/gioco da tavolo VII Legio.

## Giochi pubblicati
Nelle tabelle che seguono la colonna lingue si riferisce alle lingue in cui era disponibile il regolamento, secondo la seguente abbreviazione:
- I = italiano
- E = inglese
- F = francese
- G = tedesco
- S = spagnolo

### Wargame
Nota: la colonna difficoltà indica la difficoltà del gioco secondo quanto indicato nel regolamento.
| Titolo           | Anno | Autore                                | Lingue | Descrizione | Livello Difficoltà | Codice |
| ---------------- | ---- | ------------------------------------- | ------ | --- | ------------------ | ------ |
| Attila           | 1981 |                                       | IEFG   | Invasione dell'Impero romano da parte degli Unni intorno al 450 | 2                  | W114   |
| Austerlitz       | 1981 | Marco Donadoni                        | IEFG   | Wargame napoleonico sulla battaglia di Austerlitz | 5                  | W116   |
| Blue Stones      | 1987 | Marco Donadoni                        | IFG    | Wargame fantasy ambientato nello stesso mondo di Zargo's Lords. Le razze dei Wizards-Monaci difendono le pietre magiche contro tre nuove razze | 3                  | W123   |
| Bonaparte        | 1982 | Marco Donadoni                        | IEFG   | Wargame strategico a livello di corpo d'armata, basato sulle campagne di Napoleone Bonaparte | 6                  | W119   |
| East & West      | 1980 | Marco Donadoni                        | IEFG   | Wargame su un'ipotetica terza guerra mondiale, giocata su tre fronti (Europa Centrale, Medio Oriente e frontiera russo-cinese | 6                  | W111   |
| Idro             | 1980 | Marco Donadoni                        | IEFG   | Wargame fantasy di ambientazione subacquea: la rivolta dei tritoni e delle sirene contro i crostacei Kroost | 4                  | W110   |
| Iliad            | 1979 | Marco Donadoni                        | IEFG   | La guerra per la conquista di Troia, primo gioco in assoluto di Marco Donadoni | 1                  | W104   |
| Jena             | 1980 | Marco Donadoni                        | IEFG   | Wargame napoleonico dedicato alla battaglia di Jena | 4                  | W107   |
| Kroll & Prumni   | 1979 | Marco Donadoni                        | IEFG   | Il primo wargame pubblicato dall'International Team, un gioco di combattimento ed esplorazione dello spazio, tra due razze in competizione | 2                  | W101   |
| Landsknecht      | 1987 | Marco Donadoni                        | IFG    | Wargame tattico ambientato nel XVI secolo | 2-5                | W124   |
| Little Big Horn  | 1981 | Andrea Mannucci                       | IEFG   | La battaglia del Little Bighorn: il generale Custer contro Toro Seduto | 3                  | W115   |
| Millennium       | 1981 | Giovanni Ingellis, Alessandro Vallega | IEFG   | Wargame di fantascienza tattico-strategico: le flotte vengono mosse su una mappa strategica, ma la loro esatta composizione viene rivelata solo nel momento in cui incontrano una flotta avversaria (ed il combattimento viene giocata su una mappa a parte) | 4                  | W117   |
| Mockba           | 1984 | Roberto Bonsi                         | IF     | La battaglia di Mosca nel 1941 | 4                  | W122   |
| Norge            | 1981 | Marco Donadoni                        | IEFG   | La campagna di Norvegia del maggio 1940 | 4                  | W118   |
| Odyssey          | 1979 | Marco Donadoni                        | IEFG   | Gioco di società, Minerva cerca di ricondurre la flotta di Ulisse a Itaca, mentre Nettuno cerca di farlo deviare dal suo percorso e di ostacolarlo | 1                  | W106   |
| Okinawa          | 1979 | Marco Donadoni                        | IEFG   | La conquista dell'isola di Okinawa da parte delle forze americane durante la seconda guerra mondiale | 3                  | W105   |
| Rommel           | 1981 | Marco Donadoni                        | IEFG   | Ricostruzione della battaglia del Passo di Kasserine nel Nord Africa durante la seconda guerra mondiale | 5                  | W113   |
| Sicilia '43      | 1980 | Marco Donadoni                        | IEFG   | Invasione alleata della Sicilia durante la seconda guerra mondiale | 5                  | W109   |
| Supermarina      | 1984 | Umberto Tosi                          | IF     | Simulazione della guerra aeronavale tra italiani ed inglesi nel giugno-ottobre 1940. Il gioco più complesso prodotto dall'International Team | 8                  | W121   |
| Waterloo         | 1980 | Marco Donadoni                        | IEFG   | Ricostruzione dell'ultima battaglia di Napoleone | 4                  | W108   |
| Wohrom           | 1980 | Marco Donadoni                        | IEFG   | Wargame fantasy con elementi di esplorazione e ricerca | 4                  | W112   |
| Yom Kippur       | 1984 | Andrea Mannucci                       | IF     | La guerra del Kippur arabo-israeliana del 1973 | 2/5                | W120   |
| York Town        | 1979 | Marco Donadoni                        | IEFG   | Una delle battaglie decisive della guerra d'indipendenza americana nel 1781 | 2                  | W102   |
| Zargo's Lords    | 1979 | Marco Donadoni                        | IEFG   | Il primo wargame fantasy italiano, poteva essere giocato fino a quattro giocatori, ognuno al controllo di una delle razze (cavalieri, alati, dragoni e monaci) in lotta per il controllo del mondo di Zargo                                                  | 3                  | W103   |
| Zargo's Lords II | 1983 | Marco Donadoni                        | IEFG   | Espansione per Zargo's Lords che aggiunge due nuove razze (aracnidi e amazzoni) e modifica/aggiunge alcune regole | -                  | -      |

### Giochi di ruolo
L'International Team pubblicò anche alcuni giochi che mescolavano elementi del gioco di ruolo con quelli del gioco da tavolo.
| Titolo    | Anno | Autore                       | Lingue | Descrizione | Codice |
| --------- | ---- | ---------------------------- | ------ | --- | ------ |
| Magikon   | 1983 | Marco Donadoni Mauro Moretti | FI     | I giocatori sono maghi che vagano alla cieca per i sentieri del bosco di Magikon alla ricerca dei suoi segreti, incontrando diversi esseri fatati coi quali interagire | R351   |
| Tablin    | 1983 | Marco Donadoni               | IEFG   | Espansione per VII Legio | R308   |
| VII Legio | 1982 | Marco Donadoni Silvio Cadelo | IEFG   | Esplorazione dell'universo e contatto con nuove forme di vita | R307   |

### Giochi da tavolo
| Titolo                           | Anno | Autore                                      | Lingue | Descrizione | Codice |
| -------------------------------- | ---- | ------------------------------------------- | ------ | --- | ------ |
| ... Ma non i coperchi            | 1986 | Renzo Arbore Giancarlo Magalli              | I      | Raccolta di party games da fare con i materiali trovati in casa o con quelli forniti nella scatola, presentata da Renzo Arbore e Giancarlo Magalli | G226   |
| 3                                | 1987 | Marco Donadoni                              | I      | Un gioco di strategia astratta che avrebbe dovuto essere venduto nel Natale 1987 abbinato ad una bottiglia di Vecchia Romagna. Era un'evoluzione del Backgammon giocato su una tavola triangolare. Dopo la chiusura dell'International Team venne pubblicato nel 1990 dall'Editrice Giochi con il titolo Top 3 | -      |
| Capital power (2nd ed.: Holding) | 1980 | Mattero Rosa Peter Komanns                  | I      | Gioco di finanze occulte. Vince il giocatore più abile nel creare società fantasma e nel riciclare denaro | G210   |
| Conquistadores                   | 1979 | Marco Donadoni                              | IF     | Gioco ambientato nel XVIII secolo, i conquistadores provenienti dall'Europa cercano i tesori nascosti nelle americhe. Si può vincere trovando metà dei tesori o eliminando tutti i conquistadores avversari | G206   |
| Consulting detective             | 1987 | Gary Grady Suzanne Goldberg Raymond Edwards | I      | Edizione italiana a cura di Mattero Rosa di un gioco di investigazione pubblicato originariamente dalla Sleuth Publishing | G228   |
| Empire                           | 1979 | Marco Donadoni                              | IEFG   | Gioco di diplomazia, strategia e bluff nell'Europa del XVIII secolo | G208   |
| Fief                             | 1984 | Philippe Mouchebeuf                         | IFS    | Gioco di diplomazia e conquista nell'Europa medievale. Nel 1989 la Eurogames ne pubblicò una seconda edizione notevolmente rivista | G218   |
| Generalowsky                     | 1987 | Alex Randolph                               | IF     | I giocatori sono generali dell'Armata rossa che devono raccogliere medaglie, cercando al tempo stesso di evitare di essere mandati in Siberia | G229   |
| Gipso                            | 1979 | Marco Donadoni                              | IEFG   | Un gioco a percorso in cui i giocatori devono completare un puzzle naïf (nella scatola erano compresi 4 puzzle) | G201   |
| Grand prix                       | 1983 | Marco Donadoni                              | IEFG   | Simulazione delle gare di Formula 1, il gioco fa parte della linea di giochi sportivi in collaborazione con il Gruppo Fininvest, la scatola ha come testimonial Andrea De Adamich ed il logo di Italia 1 | G215   |
| Heureka / Eureka                 | 1987 | Bob Abbott                                  | IFG    | Una versione semplificata di Genius Rules, un gioco di carte in cui si deve indovinare la regola segreta (decisa da un moderatore) in base alla quale si possono piazzare le carte | G230   |
| Il gioco dell'oste               | 1987 | Marco Donadoni                              | I      | Gioco promozionale per la grappa Libarna che è stato venduto nel Natale 1987 |        |
| Il giro d'Italia                 | 1983 | Marco Donadoni                              | I      | Gioco sul giro d'Italia, promozionale per il gruppo Enervit |        |
| Jolly roger                      | 1979 | Marco Donadoni                              | IEFG   | Gioco sulla pirateria | G204   |
| Jonathan                         | 1984 | Marco Donadoni                              | I      | Gioco di percorso nella jungla | G227   |
| Le gang de traction-avant        | 1985 | Serge Laget Alain Munoz                     | IF     | Gangsters francesi negli anni cinquanta. Ristampato da Schmidt Spiele nel 1989 | G223   |
| Mafia                            | 1983 | Marco Donadoni                              | IF     | Da 2 a 4 giocatori controllano una famiglia mafiosa, un altro giocatore lo stato italiano. Il tema del gioco suscitò un certo interesse sulla stampa all'epoca della sua pubblicazione | G216   |
| Magic wood                       | 1979 | Marco Donadoni                              | IEFG   | Gioco fantasy in cui ogni giocatore controlla le creature di un bosco fatato (gnomi, troll, elfi e goblin) e deve catturare gli avversari intrappolandoli tra i propri pezzi e/o quelli degli animali | G205   |
| Samarcanda                       | 1982 | Marco Donadoni                              | IEFG   | Commercio nel rinascimento in un gioco stile Monopoly | G211   |
| Medici                           | 1979 | Marco Donadoni                              | IEFG   | Guerra e diplomazia nell'Europa del XV secolo | G202   |
| Mundialito                       | 1985 | Marco Donadoni                              | IEFG   | Semplice simulazione del calcio; il gioco fa parte della linea di giochi sportivi in collaborazione con il Gruppo Fininvest, la scatola ha come testimonial Cesare Cadeo ed il logo di Canale 5 | G212   |
| Play off                         | 1985 | Marco Donadoni                              | IF     | Simulazione della pallacanestro; il gioco fa parte della linea di giochi sportivi in collaborazione con il Gruppo Fininvest, la scatola ha come testimonial Dan Peterson ed il logo di Canale 5 | G214   |
| Ra                               | 1979 | Marco Donadoni                              | IEFG   | Gioco astratto strategico su mappa esagonale | G207   |
| Rally                            | 1980 | Marco Donadoni                              | IEFG   | Simulazione di un rally automobilistico | G209   |
| Referendum                       | 1985 | Marco Donadoni                              | I      | Ogni giocatore rappresenta un gruppo sociale (operai, artigiani, casalinghe, giornalisti, ecc...) che deve cercare di costituire un movimento organizzato e proporre e riuscire a far votare un referendum | G222   |
| Roma                             | 1986 | Marco Donadoni                              | IEFG   | Un gioco stile Risiko nel mediterraneo antico. Comprendeva unità terrestri e marine. Nelle regole avanzate era possibile il movimento simultaneo. Ripubblicato dalla Editrice Giochi dopo la chiusura dell'International Team                                                                                  | G225   |
| Rossi adventures                 | 1983 | Marco Donadoni                              | I      | Gioco promozionale creato per una compagnia di assicurazioni come omaggio per i clienti |        |
| Single game                      | 1987 | Marco Donadoni                              | IEFG   | Un solitario in cui si devono piazzare le 25 carte circolari in un quadrato 5x5 accoppiando i disegni con quelli delle carte vicine |        |
| Smoking game                     | 1983 | Marco Donadoni                              | I      | Gioco promozionale per un venditore di sigarette. Ogni giocatore controlla un fumatore che sposta su un percorso in stile gioco dell'oca per scoprire il tipo di fumatore a cui appartengono gli altri giocatori                                                                                               |        |
| Superbowl                        | 1983 | Marco Donadoni                              | IEFG   | Simulazione del football americano; il gioco fa parte della linea di giochi sportivi in collaborazione con il Gruppo Fininvest, la scatola ha il logo di Canale 5 | G213   |
| Tabù                             | 1979 |                                             | IEFG   | Ambientato in una piramide Azteca, per vincere si deve essere i primi a far arrivare la propria vergine sull'altare |        |
| Terre des Bètes                  | 1984 | Marco Donadoni                              | F      | Safari fotografico | G220   |
| Tele foot                        | 1987 | Marco Donadoni                              | F      | Edizione francese di Mundialito | G221   |
| Thalassa                         | 1984 | Marco Donadoni                              | IF     | Simulazione di regata a vela | G219   |
| Trafic                           | 1985 | Marco Donadoni                              | I      | Gioco del domino nel traffico pubblicato per l'Editrice Piccoli |        |
| Zodiac memo take                 | 1987 | Marco Donadoni                              |        | Un gioco promozionale di memoria che avrebbe dovuto essere venduto nel Natale 1987 abbinato ad una bottiglia di brandy Vecchia Romagna |        |